# Mechtildis de Lechy

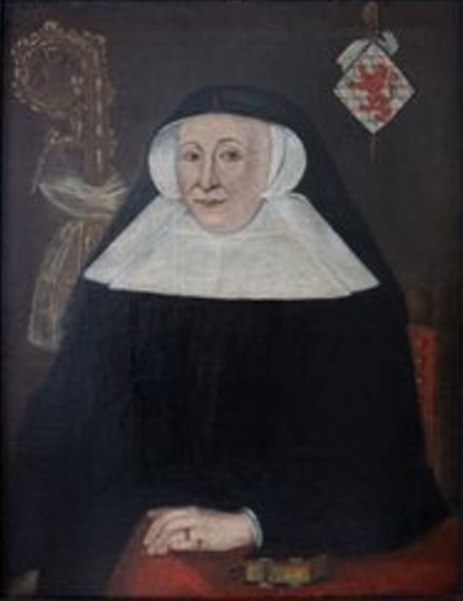
Anoniem portret van Mechtildis de Lechy met staf en wapen (rond 1700-1710)

Mechtildis de Lechy was abdis van de cisterciënzer Abdij van Herkenrode in Hasselt van 1520 tot 1548.

## Biografie
Mechtildis de Lechy was de dochter van de Sint-Truidense schepen Henri de Lechy en van Christina Zelighs. Zij was de achternicht van de vorige abdis Gertrudis de Lechy.
Met Mechtildis de Lechy kende Herkenrode een periode van hernieuwde vroomheid en een intense bouwactiviteit. Met de steun van de Luikse prins-bisschop Everhard van der Marck vernieuwde zij haar abdij in een bouwstijl die de overgang vormde van de gotiek naar de renaissance. Daarvan zijn nu nog te zien: het poortgebouw uit 1531, een deel van de abdissenresidentie (1534-1545) en het refugehuis van de abdij in Hasselt (1542-1544). In 1544 koopt de abdis een huis in Sint-Truiden om daar ook over een refuge te kunnen beschikken.
Maar ook een aantal nu verdwenen gebouwen werden gebouwd: de kerk werd vanaf 1521 vernieuwd op de as van de oude kerk. 
Zeven glasramen uit die periode sieren nu de Lady Chapel in de kathedraal van Lichfield (Engeland). De majolica-tegelvloer uit het koor is te bewonderen in het Jubelparkmuseum in Brussel. Tussen 1520 en 1538 werden de kapittelzaal en het kloosterpand gebouwd. 
In 1544 liet Mechthildis de Lechy een rijkelijk versierd antifonarium (een verzameling van liturgische gezangen) op perkament uitwerken. Dit unieke exemplaar wordt nu bewaard in de abdij van Gethsemani in Kentucky. Tussen 1524 en 1539 bestelde de abdis een aantal liturgische gewaden voor de abdijkerk. Zij gaf waarschijnlijk ook de opdracht voor acht monumentale schilderijen, De deugdzame vrouwen van de beroemde renaissancekunstenaar Lambert Lombard. In 1547 liet zij een nieuwe brouwerij op de abdijsite bouwen.
Mechthildis de Lechy werd als abdis opgevolgd door haar zus Aleydis de Lechy

## Wapen van de abdis

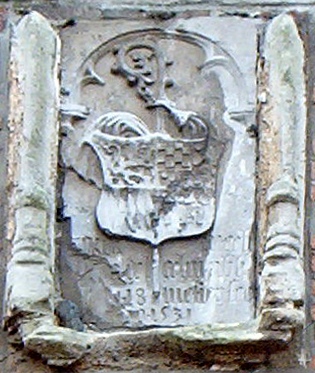
Wapenschild van Mechtildis de Lechy met jaartalinscriptie 1531 op het poortgebouw, abdijsite Herkenrode

De blazoenering van het wapen van de abdis gaat als volgt:
- Gevierendeeld
  - I. In vair  een leeuw van keel, gekroond, getongd en geklauwd van goud (de Lechy).
  - II. Gevierendeeld: 1 en 4 in zilver een opstaande leeuw van sabel; 2 in sabel een leeuw van goud; 3 gedwarsbalkt van zilver en lazuur, met over alles heen een leeuw van keel (Zelighs).
  - III. In keel vijf spitsruiten van zilver (Elderen).
  - IV. In keel tien bezanten van goud geplaatst 2-2-3-2-1. In het zilveren vrijkwartier twee beurtelings gekantelde dwarsbalken van sabel (Pickaerts].